# Willy Ley
Willy Ley (n. 2 octombrie 1906, Berlin, Imperiul German – d. 24 iunie 1969, New York City, New York, SUA) a fost un scriitor de literatură științifică germano-american, susținător al zborurilor spațiale și istoric al științei, care a ajutat la popularizarea rachetelor, zborului spațial și a istoriei naturale atât în Germania, cât și în Statele Unite. Craterul Ley de pe partea întunecată a Lunii este numit în onoarea sa.

## Legături externe
- Willy Ley la Internet Speculative Fiction Database
- Longines Chronoscope with Dr. Willy Ley (4 august 1952)